# Saint-Vincent-de-Paul (Landes)
Saint-Vincent-de-Paul is een gemeente in het Franse departement Landes (regio Nouvelle-Aquitaine). De plaats maakt deel uit van het arrondissement Dax. Saint-Vincent-de-Paul telde op 1 januari 2022 3.384 inwoners. Oorspronkelijk heette het dorp Pouy, maar in 1828 werd het hernoemd naar de heilige Vincentius a Paulo (1581–1660), die hier geboren werd.

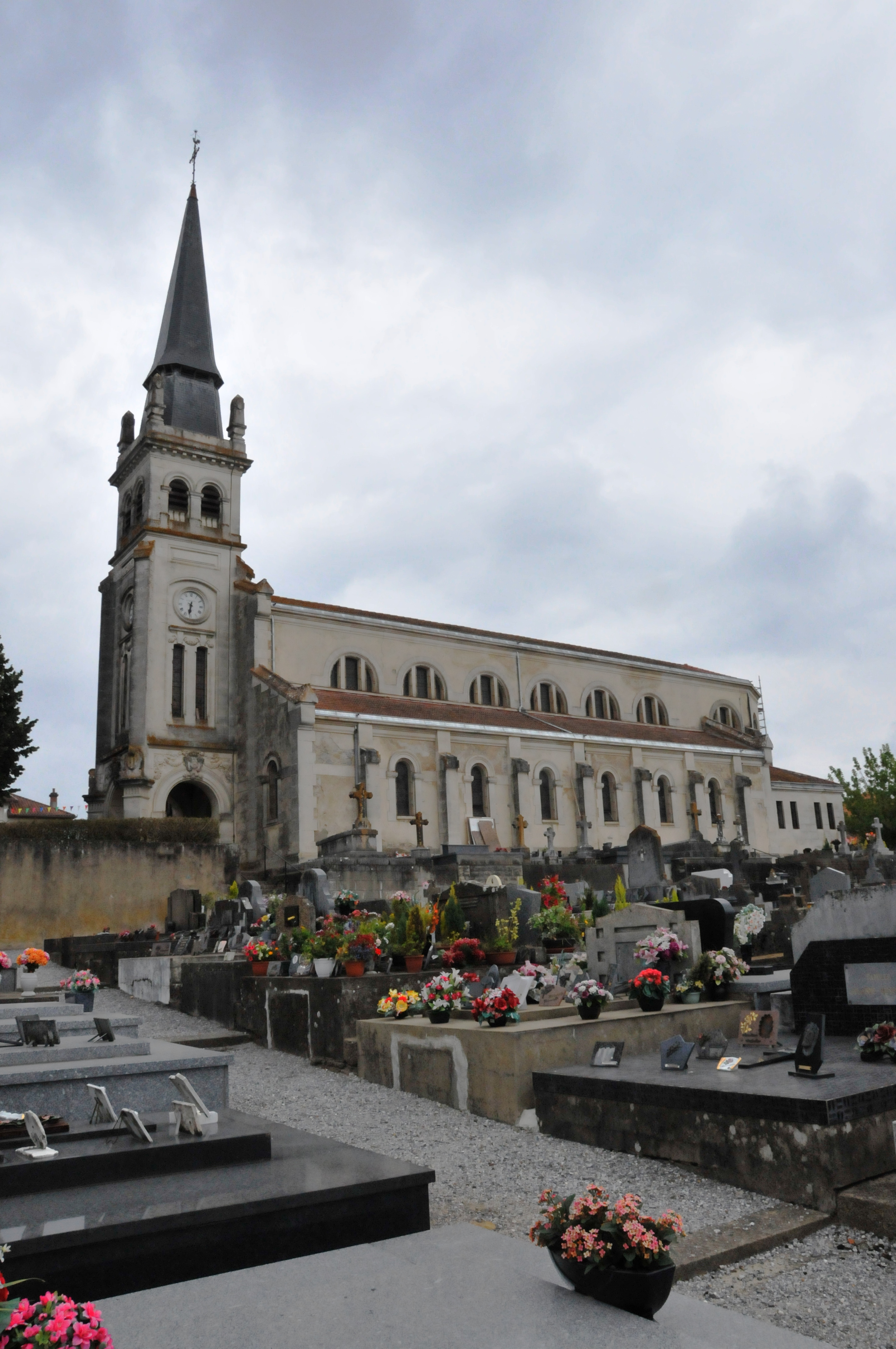
Kerk van Saint-Vincent-de-Paul
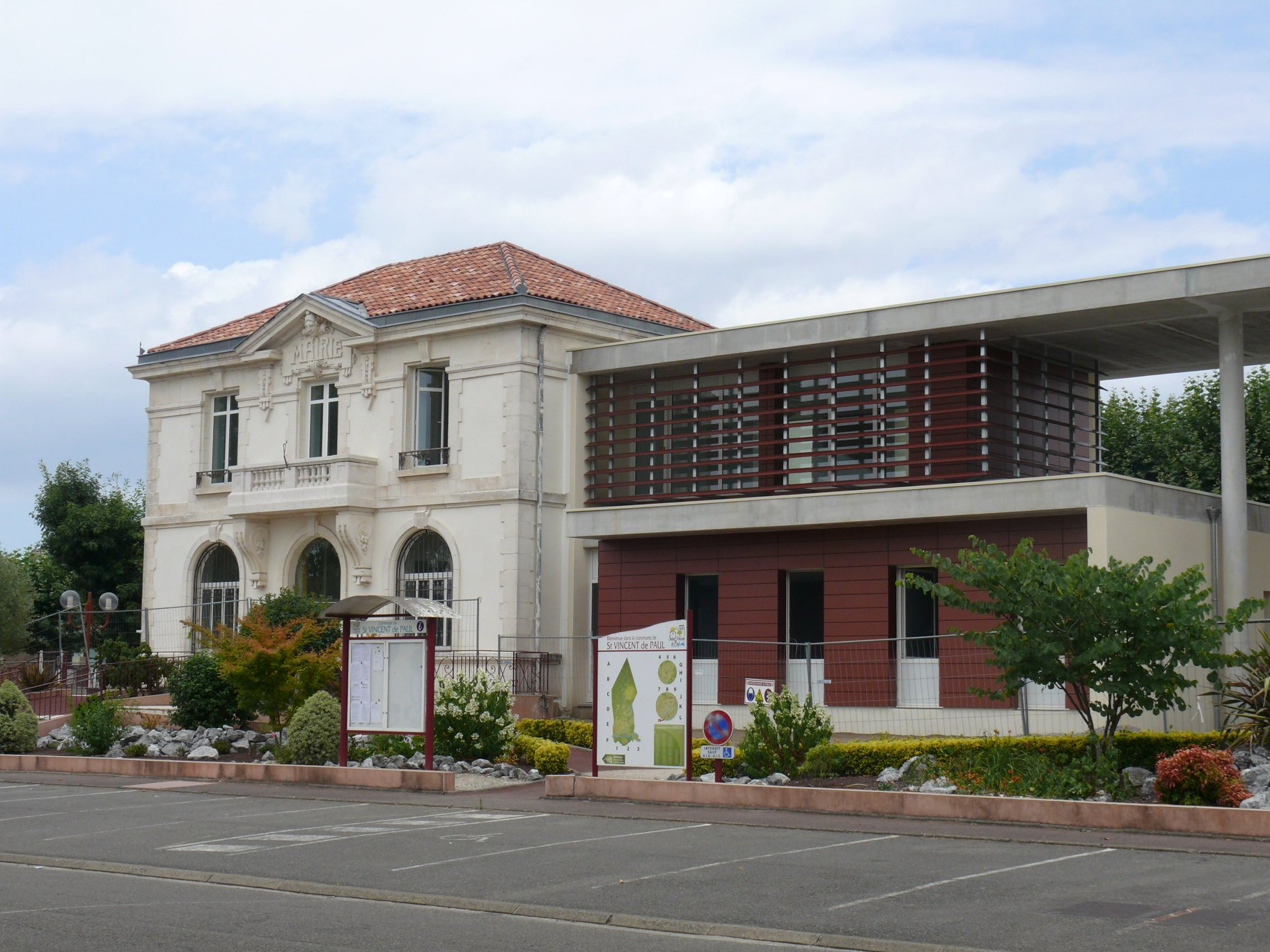
Gemeentehuis

## Geografie
De oppervlakte van Saint-Vincent-de-Paul bedroeg op 1 januari 2022 32,37 vierkante kilometer; de bevolkingsdichtheid was toen 104,5 inwoners per km².

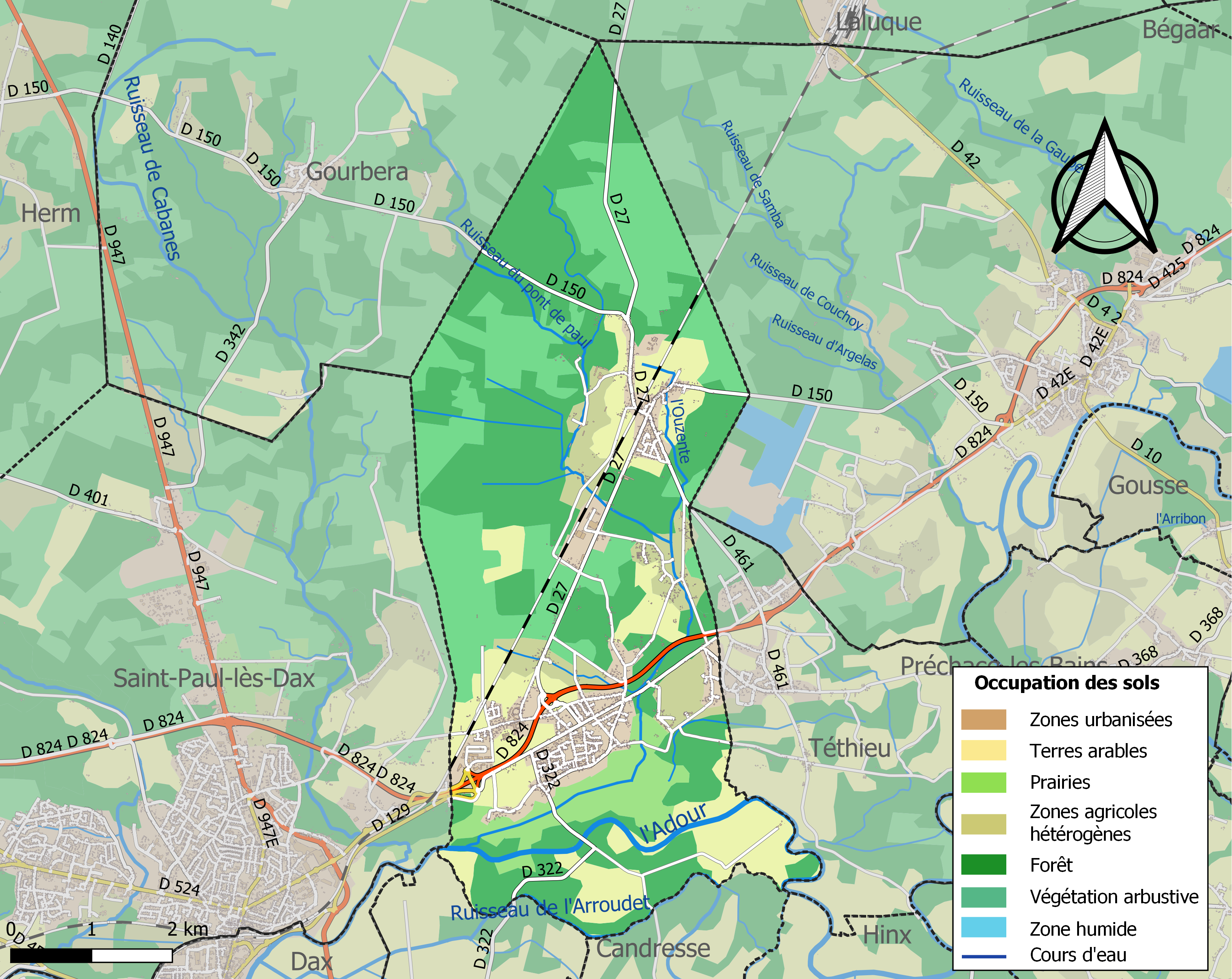
Kaart van de gemeente met de belangrijkste infrastructuur, bodemgebruik en omliggende gemeenten

## Demografie
Onderstaande figuur toont het verloop van het inwonertal (bron: INSEE-tellingen).